# سید عبدالمجید خویی
سید عبدالمجید خویی متولد ۶ اوت ۱۹۶۲ در نجف بود که در تاریخ ۱۰ آوریل ۲۰۰۳ در حرم علی بن ابی‌طالب به قتل رسید. او فرزند سید ابوالقاسم خویی از مراجع تقلید شیعه بود. او پیش از قتل سال‌ها در لندن اقامت داشت و بنیاد الخویی را اداره می‌کرد.
کتاب بعد از ظهر سوزان به نقش مقتدی صدر در قتل عبدالمجید خویی اشاره می‌کند.